# Uta Schütz
Uta Schütz (* 8. August 1955 in Mörlenbach) ist eine deutsche Schwimmerin und Olympiateilnehmerin. Die 1,77 m große und 63 kg schwere Athletin startete für den DSW 1912 Darmstadt.
Sie gewann zahlreiche Deutsche Meisterschaften:
- 200 m Freistil: 1971
- 200 m Delfin: 1973
- 400 m Freistil: 1971, 1972, 1973 und 1974
- 400 m Lagen: 1973 und 1974
- 800 m Freistil: 1971, 1972 und 1974

Bei den Olympischen Spielen 1972 in München startete sie über 200, 400 und 800 m Freistil, konnte sich aber für kein Finale qualifizieren. Ihre Ergebnisse:
- 200 m Freistil: Platz 15 (2:12,84 min) unter 33 Starterinnen
- 400 m Freistil: Platz 10 (4:34,67 min) unter 29 Starterinnen
- 800 m Freistil: Platz 10 (9:22,93 min) unter 35 Starterinnen

Sie nahm auch an den ersten Schwimmweltmeisterschaften 1973 in Belgrad sowie an den Europameisterschaften 1974 in Wien teil, kam aber nicht in die Medaillenränge.